# Esther Smith
Ester Smith é uma atriz inglesa mais conhecida por seu trabalho na série de televisão Uncle e o Cuckoo, e por seu papel como Delphi no peça de teatro Harry Potter e a Criança Amaldiçoada.

## Início da vida
Esther foi criada na cidade de Stourbridge, no estado de Midlands Ocidentais, Inglaterra. Seus pais são professores, e ela tem uma irmã, Rachel. Smith começou a dançar quando tinha apenas três anos de idade, frequentava a companhia local de dança representativa. Ela estudou balé e dança contemporânea no King Edward VI College em Stourbridge, onde ela começou a atuar, antes de se mudar para a Escola Atores de Guildford com o incentivo de um professor.

## Carreira
Logo depois de sair da escola de arte dramática, Esther ganhou destaque em 2010 por seu papel como Trish de Material Girl. Ela já fez participações em Skins e The Midnight Beast.
Em 2014, ela substituiu Tamla Kari como Rachel na segunda temporada de Cuckoo na BBC. Ela também estrelou programa de comédia Cockroaches na ITV2 e teve um papel recorrente em outra série da BBC, Uncle, como Melodie.
Em abril de 2015, Smith atuou no show da Channel 4 Ballot Monkeys, como assistente dos candidatos Democratas Liberais.
Em fevereiro de 2016, ela apareceu na série Siblings como Holly, uma antiga paixão de Dan.
Ela fazia parte do elenco original da peça Harry Potter e a Criança Amaldiçoada, interpretando Delphi Diggory.

## Séries
| Ano             | Nome                                   | Papel             | Nota                                  |
| --------------- | -------------------------------------- | ----------------- | ------------------------------------- |
| 2010            | Material Girl                          | Trish             |                                       |
| 2013            | Skins                                  | Emma              | 2 episódios                           |
| 2013            | Holby Cidade                           | Roxanne Gregson   | Episódio: "All at Sea"                |
| 2014-2017       | Uncle                                  | Melodie           | 10 episódios                          |
| 2014            | The Midnight Beast                     | Ronnie            | 4 episódios                           |
| 2014            | The Smoke                              | Mãe               | Episódio: "#1.2"                      |
| 2014–atualmente | Cuckoo                                 | Rachel            | 2ª temporada em diante                |
| 2014            | Black Mirror                           | Madge             | Episódio: "White Christmas"           |
| 2015            | Cockroaches                            | Suze              |                                       |
| 2015            | Ballot Monkeys                         | Charlotte Guthrie |                                       |
| 2015            | Funny Valentines: Elephant (Nick Helm) | 'Ela'             | Curta-metragem para a BBC iPlayer     |
| 2016            | Siblings                               | Holly             | 2ª Temporada, Episódio 5: "Baby Sack" |